# Novembre 1967

## Évènements
- Abou Dabi adhère à l’OPEP[1].

- 5 novembre (Yémen du Nord) : Les modérés yéménites renversent le régime, mais doivent faire face aux royalistes qui assiègent Sanaa à partir de décembre. Ils échouent finalement et se retirent.

- 17 novembre : Régis Debray après avoir rencontré Che Guevara et avoir passé quelques jours dans le maquis, est capturé à son retour par l'armée bolivienne et condamné à 30 ans de prison en Bolivie (libéré en 1970).

- 18 novembre[2], Royaume-Uni : dévaluation de la livre sterling de 14,3 % à la suite de l’accumulation des déficits des paiements internationaux. Mesures déflationnistes destinées à assainir les comptes, qui permettent d’afficher en 1969 un excèdent de 387 millions de £. À la suite de la dévaluation de la livre sterling, toutes les bases militaires britanniques situées à l’est de Suez sont évacuées en quatre ans (fin en octobre 1971) et les dépenses militaires ramenées à 6 % du PNB.

- 22 novembre : résolution 242 (1967)[3] du Conseil de sécurité des Nations unies prévoyant le retrait d'Israël des territoires occupés en échange de la reconnaissance de tous les États de la région, cessation de l’état de belligérance entre Israël et les Arabes, respect de la reconnaissance de l’intégrité territoriale de tous les États de la région, liberté de navigation sur les voies d’eau internationales, règlement de la question des réfugiés, création de zones démilitarisées. L’Égypte, le Liban et la Jordanie acceptent la résolution. La Syrie et les Palestiniens refusent. Israël interprète le texte dans sa version anglaise : retrait de « territoires occupés » et non « des territoires occupés ».

- 23 novembre, France : Valéry Giscard d'Estaing, président de la Commission des finances, s'abstient lors du vote du collectif budgétaire.

- 26 novembre, France : la messe est dite en français pour la première fois.

- 27 novembre : nouveau veto de la France de de Gaulle sur la candidature à la CEE présentée par le Royaume-Uni (10 novembre 1966) : « L'Angleterre, je la veux toute nue ».

- 29 novembre, France : inauguration de l’autoroute Paris-Lille.

- 30 novembre : le Yémen du Sud, ex-protectorat britannique, accède à l'indépendance. Les Britanniques cèdent le pouvoir à un Front National de Libération (cf. 1970). La fragilité de la région s’accroît. Le régime sud-yéménite est menacé par une guérilla organisée par les forces pronassériennes et les forces de tendance marxiste.

## Naissances
- 1er novembre : 
  - Tina Arena, chanteuse australienne francophone.
  - Tim Hudak, chef du Parti progressiste-conservateur de l'Ontario.
  - Rachid Adda, conseiller régional d'Ile de France (2004-2010)
- 2 novembre : 
  - Rachid Belaziz, lutteur marocain.
  - Derek Porter, rameur d'aviron canadien.
  - Ferial Salhi, escrimeuse algérienne.
  - Ryszard Sobczak, escrimeur polonais.
- 4 novembre : Mino Raiola, agent de footballeur († 28 avril 2022).
- 6 novembre : 
  - Emmanuelle Bercot, réalisatrice, scénariste et actrice française.
  - Grigore Obreja, céiste roumain († 29 mai 2016).
- 7 novembre : 
  - Sharleen Spiteri, chanteuse écossaise et leader du groupe Texas.
  - David Guetta, DJ et producteur français.
- 10 novembre : Boris Jardel, guitariste du groupe Indochine depuis 1998. A joué aussi pour d'autres artistes.
- 11 novembre : Gille de Ferran, pilote automobile franco-brésilien († 29 décembre 2023).
- 13 novembre : Frédéric Charillon, universitaire français.
- 14 novembre : Caroline Codsi, femme d'affaires canadienne.
- 15 novembre : Severin Kezeu, inventeur camerounais.
- 17 novembre : Alexandre Delpérier, journaliste sportif, animateur de télévision et de radio français.
- 18 novembre : Bruce Westerman, personnalité politique américain.
- 20 novembre à 11:03 : Robert Ken Woo Jr., à l'époque désigné statistiquement comme celui dont la naissance a fait franchir aux États-Unis la barre des 200 millions d'habitants.
- 21 novembre : Ken Block, pilote automobile américain († 2 janvier 2023).
- 22 novembre : Boris Becker, joueur de tennis allemand.
- 23 novembre : Christophe Cocard, footballeur français.
- 26 novembre : Jean-Claude Durand, footballeur français († 18 février 2006).
- 27 novembre : Virgilio do Carmo da Silva, cardinal timorais, archevêque de Dili.
- 28 novembre : Anna Nicole Smith, strip-teaseuse, actrice, et chanteuse américaine († 8 février 2007).

## Décès
- 10 novembre : Kennon C. Whittle, juge américain (° 2 octobre 1891).
- 11 novembre : Catherine Cummins, sœur de la Charité irlandaise (° 6 février 1879).
- 15 novembre : Michael James Adams, astronaute de l'USAF (° 5 mai 1930).
- 29 novembre : Jean Nussbaum, médecin franco-suisse, défenseur de la liberté religieuse (° 24 novembre 1888).